# امی وب
امی وب (انگلیسی: Amy Webb؛ زادهٔ ۱۸ اکتبر ۱۹۷۴) آینده‌پژوه، مؤلف، روزنامه‌نگار، استاد معین اهل ایالات متحده آمریکا است.
وی همچنین برندهٔ جوایزی همچون ۱۰۰ زن بی‌بی‌سی شده‌است.
کتاب "9 بزرگ" نوشته ی اوست که در سال 2019 به چاپ رسید. این کتاب نگاهی هشیارانه به گذشته، حال و آینده هوش مصنوعی، هم به عنوان یک حوزه و هم به عنوان نوعی فناوری، ارائه می دهد. نویسنده پس از بازگویی برخی از جدیدترین و شگفت‌انگیزترین تحولات، به شناسایی عوامل کلیدی و افرادی که در حال حاضر آن را شکل می‌دهند، مسیرهایی که به نظر می‌رسد در آن حرکت می‌کند و تأثیرات نگران‌کننده‌ای که می‌تواند بر آینده بشریت داشته باشد، می‌پردازد. او همچنین راه‌های جالبی را پیشنهاد می‌کند که از طریق آنها می‌توان از آن تأثیرات اجتناب کرد.